# Ashiya, Fukuoka
Ashiya (japanska: 芦屋町?, Ashiya-machi) är en landskommun (köping) i Fukuoka prefektur i Japan. 